# Wielkie Radowiska (gmina)
Wielkie Radowiska – dawna gmina wiejska istniejąca w latach 1934–1954 w woj. pomorskim/bydgoskim (dzisiejsze woj. kujawsko-pomorskie). Siedzibą władz gminy były Wielkie Radowiska.
Gmina zbiorowa Wielkie Radowiska została utworzona 1 sierpnia 1934 roku w powiecie wąbrzeskim w woj. pomorskim z dotychczasowych jednostkowych gmin wiejskich: Kurkosin, Lipnica, Lipnica Kolonja, Małe Pułkowo, Małe Radowiska, Pułkowo, Wielkie Radowiska, Zaradowiska i Mokry Las (część) oraz z obszaru dworskiego Piątkowo. 
Po wojnie gmina zachowała przynależność administracyjną. 6 lipca 1950 roku zmieniono nazwę woj. pomorskiego na bydgoskie. Według stanu z dnia 1 lipca 1952 roku gmina składała się z 7 gromad: Kurkocin, Lipnica, Małe Pułkowo, Małe Radowiska, Piątkowo, Pułkowo i Wielkie Radowiska. Gmina została zniesiona 29 września 1954 roku wraz z reformą wprowadzającą gromady w miejsce gmin. Jednostki nie przywrócono 1 stycznia 1973 roku po reaktywowaniu gmin.